# 動物学
動物学（どうぶつがく、英語：zoology）は、動物を対象とする学問。自然史学の一部門に由来し、現在では生物学の一分野とされる。古典的には物質を鉱物・植物・動物にわけることが一般的だったため、博物学も鉱物学、植物学、動物学にわけられていた。
動物学の始まりは古代ギリシアにあると見ることも出来るとされる。発生学、生理学、生態学、動物行動学、形態学などの視点から研究が行われてきた。
近年では生物の分類が様変わりし、研究分野が細分化されたため、動物学の内容が多様化し、この語が用いられる頻度は低くなった。対象とする分類群によって哺乳類学、昆虫学、魚類学などと分けられることもある。動物の古生物を対象とする場合は古動物学と呼ぶ。

## 古代～19世紀まで
動物学は、時代を遡ると古代ギリシャのアリストテレスによる研究にまで遡ることが出来る。現代まで残されている著作としては
Historia animalium『動物誌』、De generatione animalium『動物発生論』、De partibus animalium『動物部分論』などがある。
近代動物学に影響を与えた存在としてチャールズ・ダーウィンの存在が挙げられ、19世紀以降、発展的に研究が進んだ。
動物の研究では、まず体内の構造の研究が優先して進んだ。これは、
- 運動や感覚という動物らしさを感じさせる性質のしくみを探求するためには解剖が必要であったこと
- 植物とは異なり、内部の構造が肉眼的に区別できる器官の形を取っていること
- 食料とするために動物を解体することが古くからおこなわれていたこと
- 我々自身が肉体的には動物であり、その知見が医学に生かせるから

などが理由に挙げられる。最後の点に関しては、逆に医学的研究による発見が生物学に反映される場合もあった。このような研究は17世紀以降に大きく進歩した。（そのような初期の発見の代表的なもののひとつがウイリアム・ハーベーによる血液循環の発見である。）
このようにして集められた知識は、次第に様々な動物の内部構造を比較し、関連づけられるようになって比較解剖学を生んだ。代表的な研究者にジョルジュ・キュヴィエやマルチェロ・マルピーギなどである。このような知見の集積は、古生物学において化石という往々にして断片的な生物片からその生物の正体を求める上でも大いに役立った。このような比較解剖学と古生物学の知見は、進化論の形成にも大きな役割を担ったものである。最初の主要な進化論者であるジャン＝バティスト・ラマルクも、彼と対立したキュヴィエもこの分野の研究者であった。

## 19世紀
19世紀には、生物学の様々な分野が大きく変化した。顕微鏡を使用した研究方法は、技術的革新と共に一定の結果を蓄積するようになり、動物の構造を器官から組織や細胞のレベルで調べることが当たり前になり始めた。それに基づき、生物は細胞から構成されるという細胞説も確立した。この世紀の後半には細胞内の構造が追究されるようになった。ゴルジ体や中心体などの発見はこの時期である。組織や細胞に関する様々な特徴は、電子顕微鏡レベルを除いてはこの世紀の末には、一旦はほぼ完成したと言っていいだろう。
また、化学分野の発展に基づいて、生物体内における化学についても追究が行われるようになった。尿素の人工合成や血糖量調節に関する研究が行われた。より基本的な細胞内の化学的過程である酵素作用や呼吸などの研究は、むしろ微生物を対象にこの世紀の後半から始まる。これは、いわば目に見える生物に関する記述から生物一般の基本的性質の科学へと生物学が変化し始めたとも取れる。
発生学の分野でも変動が大きい。細胞説の成立を受けて、発生をそこから見直す流れが生まれ、カール・エルンスト・フォン・ベーアによってヒトの卵が確認され、様々な動物の卵からの発生が観察された。これらの知識を元に、様々な動物の発生を比較し、そこから知見を得ようという流れが比較発生学と呼ばれる。これは比較形態学の流れをくむものでもある。それを進化論的にまとめようとしたのがエルンスト・ヘッケルの反復説であった。しかし、それに飽きたらず、発生の機構そのものを解明しようとする動きが生じ、いわゆる実験発生学の流れが生まれる。
進化論はすでに発表され、多くの学者に論じられながらも力を得ることはできなかったが、チャールズ・ダーウィンによる自然選択説は、それまでの諸説やそれに対する反対を打ち砕くだけの説得力を持ち、生物学のみならず、多くの分野に影響を与えることとなった。少なくとも生物学の中では、様々な現象を進化の概念抜きでは論じられなくなった。グレゴール・ヨハン・メンデルによる遺伝法則の発見もこの世紀の大発見ではあるが、それが注目を浴びたのは19世紀最後の年であり、遺伝学そのものの発展は20世紀に持ち越される。これは、染色体など、生殖に関する細胞学レベルの研究が未だ十分になされていなかった点も大きい。

## 20世紀
20世紀は生物学が大発展した時代である。その大きい部分は生化学と分子生物学の分野であるが、その多くが微生物を用いて展開された。
発生学は、19世紀末に生まれた実験発生学の流れにそって発展し、ハンス・シュペーマンによる誘導の発見が一つの山となった。しかし、その後に進歩は停滞し、遺伝子研究の進歩を待つこととなった。
19世紀末から始まった病原微生物の研究は、ルイ・パスツール・ロベルト・コッホらによって発展し、ワクチンや予防接種などといった伝染病への対応策を持つに至ったが、これは動物学の側から見れば動物の生体防御のしくみが明らかになる過程であった。ここから体液性免疫の存在が明らかになり、やや遅れてイリヤ・メチニコフは白血球の食作用による生体防御の存在を明らかにした。